# 轻罪
在普通法中，轻罪特指一类严重性相对轻微的犯罪。轻罪在量刑上通常要低于重罪（felony），但同时又比行政违法行为（如轻微犯罪或簡易程序罪行等）稍重。通常，轻罪会被处以罚款或社区服务等。

## 相關
- 輕犯罪法（日本）